# Chaourse

Chaourse este o comună în departamentul Aisne din nordul Franței. În 1 ianuarie 2022 avea o populație de 497 de locuitori.